# Мартин Маринов
Мартин Маринов е български състезател по кану-каяк.
На летните олимпийски игри в Сеул 1988 той печели бронзов медал на 1500 м с кану. На следващите игри в Барселона със съотборника си Благовест Стоянов печели бронзовото отличие на двуместно кану на 500 м. На олимпийските игри в Атланта Маринов и Стоянов достигат до 2 финала, но завършват 4-ти на 1000 м и пети на 500 м.